# باز-عقاب زیبا
باز-عقاب خوش‌رنگ یا باز-عقاب زیبا (نام علمی: Spizaetus ornatus) یک پرنده شکاری نسبتاً بزرگ از مناطق گرمسیری آمریکا است. مانند همه عقاب‌ها از خانواده بازان است. این گونه به دلیل رنگ‌های زنده و صفات قابل توجه بلوغ مشهور است.